# New Orleans Pelicans 2019-2020
La stagione 2019-2020 dei New Orleans Pelicans è stata la 18ª stagione della franchigia nella NBA.
L'11 marzo 2020, la stagione NBA è stata interrotta per via della pandemia di COVID-19, dopo che il giocatore degli Utah Jazz Rudy Gobert è stato trovato positivo al virus.
Il 4 giugno, i Pelicans, con la decisione da parte del NBA di terminare la stagione, non riesco a fare parte delle 22 squadre qualificate e in lotta per i playoff.

## Maglie
Lo Sponsor tecnico, come per tutte le squadre NBA, è Nike, mentre Zatarain's è l'unico sponsor sulla canotta. 
| Bianca | Blu | Rossa | City edition |

## Draft
| Giro | Scelta | Giocatore       | Ruolo | Nazionalità | Università/Squadra |
| ---- | ------ | --------------- | ----- | ----------- | ------------------ |
| 1    | 1      | Zion Williamson | AG    | Stati Uniti | Duke Blue Devils   |
| 2    | 57     | Jordan Bone     | P     | Stati Uniti | Tenn. Volunteers   |

## Roster
| \| Pos. \| Num. \| Naz. \| Nome \| Altezza \| Peso \| Data nascita \| Provenienza \| \| ---- \| ---- \| ---- \| ------------------------- \| ------- \| ------ \| ------------ \| --------------- \| \| G \| 0 \| \| Alexander-Walker, Nickeil \| 196 cm \| 93 kg \| 02–09–1998 \| Virginia Tech \| \| AG \| 1 \| \| Williamson, Zion \| 198 cm \| 129 kg \| 06–07–2000 \| Duke \| \| P \| 2 \| \| Ball, Lonzo \| 198 cm \| 93 kg \| 27–10–1997 \| UCLA \| \| G \| 3 \| \| Hart, Josh \| 196 cm \| 97 kg \| 06–03–1995 \| Villanova \| \| G \| 4 \| \| Redick, J.J. \| 193 cm \| 91 kg \| 24–06–1984 \| Duke \| \| P \| 5 \| \| Gray, Josh (TW) \| 185 cm \| 82 kg \| 09–09–1993 \| LSU \| \| G \| 11 \| \| Holiday, Jrue \| 193 cm \| 93 kg \| 12–06–1990 \| UCLA \| \| G \| 15 \| \| Jackson, Frank \| 191 cm \| 93 kg \| 04–05–1998 \| Duke \| \| AG/C \| 10 \| \| Hayes, Jaxson \| 211 cm \| 100 kg \| 23–05–2000 \| Texas \| \| AP \| 21 \| \| Miller, Darius \| 203 cm \| 102 kg \| 21–03–1990 \| Kentucky \| \| G \| 55 \| \| Moore, E'Twaun \| 193 cm \| 87 kg \| 25–02–1989 \| Purdue \| \| C \| 9 \| \| Okafor, Jahlil \| 211 cm \| 118 kg \| 15–12–1995 \| Duke \| \| G \| 12 \| \| Thornwell, Sindarius \| 193 cm \| 98 kg \| 15–11–1994 \| South Carolina \| \| AP \| 14 \| \| Ingram, Brandon \| 201 cm \| 86 kg \| 02–09–1997 \| Duke \| \| G/AP \| 34 \| \| Williams, Kenrich \| 201 cm \| 95 kg \| 02–12–1994 \| Texas Christian \| \| AG \| 20 \| \| Melli, Nicolò \| 206 cm \| 107 kg \| 26–01–1991 \| Italia \| \| AG \| 22 \| \| Favors, Derrick \| 208 cm \| 120 kg \| 15–07–1991 \| Georgia Tech \| \| AP \| 45 \| \| Cheatham, Zylan (TW) \| 203 cm \| 102 kg \| 27–11–1995 \| Arizona State \| | Allenatore - Alvin Gentry Assistente/i - Jeff Bzdelik - Chris Finch - Jamelle McMillan - Fred Vinson Legenda - (C) Capitano - (FA) Free agent - (S) Sospeso - (TW) Contratto Two-way - (GL) Assegnato a squadra G League affiliata - Infortunato Roster • Transazioni · Ultima transazione: 2020–11–13 |                        |                           |         |        |              |                 |
| Pos. | Num. | Naz.                   | Nome                      | Altezza | Peso   | Data nascita | Provenienza     |
| G | 0 | Canada (bandiera)      | Alexander-Walker, Nickeil | 196 cm  | 93 kg  | 02–09–1998   | Virginia Tech   |
| AG | 1 | Stati Uniti (bandiera) | Williamson, Zion          | 198 cm  | 129 kg | 06–07–2000   | Duke            |
| P | 2 | Stati Uniti (bandiera) | Ball, Lonzo               | 198 cm  | 93 kg  | 27–10–1997   | UCLA            |
| G | 3 | Stati Uniti (bandiera) | Hart, Josh                | 196 cm  | 97 kg  | 06–03–1995   | Villanova       |
| G | 4 | Stati Uniti (bandiera) | Redick, J.J.              | 193 cm  | 91 kg  | 24–06–1984   | Duke            |
| P | 5 | Stati Uniti (bandiera) | Gray, Josh (TW)           | 185 cm  | 82 kg  | 09–09–1993   | LSU             |
| G | 11 | Stati Uniti (bandiera) | Holiday, Jrue             | 193 cm  | 93 kg  | 12–06–1990   | UCLA            |
| G | 15 | Stati Uniti (bandiera) | Jackson, Frank            | 191 cm  | 93 kg  | 04–05–1998   | Duke            |
| AG/C | 10 | Stati Uniti (bandiera) | Hayes, Jaxson             | 211 cm  | 100 kg | 23–05–2000   | Texas           |
| AP | 21 | Stati Uniti (bandiera) | Miller, Darius            | 203 cm  | 102 kg | 21–03–1990   | Kentucky        |
| G | 55 | Stati Uniti (bandiera) | Moore, E'Twaun            | 193 cm  | 87 kg  | 25–02–1989   | Purdue          |
| C | 9 | Stati Uniti (bandiera) | Okafor, Jahlil            | 211 cm  | 118 kg | 15–12–1995   | Duke            |
| G | 12 | Stati Uniti (bandiera) | Thornwell, Sindarius      | 193 cm  | 98 kg  | 15–11–1994   | South Carolina  |
| AP | 14 | Stati Uniti (bandiera) | Ingram, Brandon           | 201 cm  | 86 kg  | 02–09–1997   | Duke            |
| G/AP | 34 | Stati Uniti (bandiera) | Williams, Kenrich         | 201 cm  | 95 kg  | 02–12–1994   | Texas Christian |
| AG | 20 | Italia (bandiera)      | Melli, Nicolò             | 206 cm  | 107 kg | 26–01–1991   | Italia          |
| AG | 22 | Stati Uniti (bandiera) | Favors, Derrick           | 208 cm  | 120 kg | 15–07–1991   | Georgia Tech    |
| AP | 45 | Stati Uniti (bandiera) | Cheatham, Zylan (TW)      | 203 cm  | 102 kg | 27–11–1995   | Arizona State   |

## Classifiche

### Southwest Division
| Southwest Division    | Southwest Division | Southwest Division | Southwest Division | Southwest Division | Southwest Division | Southwest Division | Southwest Division | Southwest Division |
| Squadra               | V                  | S                  | V%                 | PR                 | Casa               | Trasf              | Div                | PG                 |
| --------------------- | ------------------ | ------------------ | ------------------ | ------------------ | ------------------ | ------------------ | ------------------ | ------------------ |
| y – Houston Rockets   | 44                 | 28                 | .611               | 8,5                | 24–12              | 20–16              | 8–5                | 72                 |
| x – Dallas Mavericks  | 43                 | 32                 | .573               | 11,0               | 20–18              | 23–14              | 10–4               | 75                 |
| v – Memphis Grizzlies | 34                 | 39                 | .466               | 19,0               | 20–17              | 14–22              | 4–9                | 73                 |
| San Antonio Spurs     | 32                 | 39                 | .451               | 20,0               | 19–15              | 13–24              | 7–6                | 71                 |
| N.O. Pelicans         | 30                 | 42                 | .417               | 22,5               | 15–21              | 15–21              | 4–9                | 72                 |

### Western Conference
| Western Conference | Western Conference      | Western Conference | Western Conference | Western Conference | Western Conference | Western Conference |
| #                  | Squadra                 | V                  | S                  | V%                 | PR                 | PG                 |
| ------------------ | ----------------------- | ------------------ | ------------------ | ------------------ | ------------------ | ------------------ |
| 1                  | c – L.A. Lakers *       | 52                 | 19                 | .732               | –                  | 71                 |
| 2                  | x – L.A. Clippers       | 49                 | 23                 | .681               | 3,5                | 72                 |
| 3                  | y – Denver Nuggets *    | 46                 | 27                 | .630               | 7,0                | 73                 |
| 4                  | y – Houston Rockets *   | 44                 | 28                 | .611               | 8,5                | 72                 |
| 5                  | x – Oklahoma Thunder    | 44                 | 28                 | .611               | 8,5                | 72                 |
| 6                  | x – Utah Jazz           | 44                 | 28                 | .611               | 8,5                | 72                 |
| 7                  | x – Dallas Mavericks    | 43                 | 32                 | .573               | 11,0               | 75                 |
| 8                  | v – Portland T. Blazers | 35                 | 39                 | .473               | 18,5               | 74                 |
|                    |                         |                    |                    |                    |                    |                    |
| 9                  | v – Memphis Grizzlies   | 34                 | 39                 | .466               | 19,0               | 73                 |
| 10                 | Phoenix Suns            | 34                 | 39                 | .466               | 19,0               | 73                 |
| 11                 | San Antonio Spurs       | 32                 | 39                 | .451               | 20,0               | 71                 |
| 12                 | Sacramento Kings        | 31                 | 41                 | .431               | 21,5               | 72                 |
| 13                 | N.O. Pelicans           | 30                 | 42                 | .417               | 22,5               | 72                 |
| 14                 | Minnesota T'wolves      | 19                 | 45                 | .297               | 29,5               | 64                 |
| 15                 | G.S. Warriors           | 15                 | 50                 | .231               | 34,0               | 65                 |

## Mercato

### Free Agency

#### Acquisti
| Data       | Giocatore           | Contratto              | Provenienza        |
| ---------- | ------------------- | ---------------------- | ------------------ |
| 15/07/2019 | J.J. Redick         | 2 anni - $26.5 milioni | Philadelphia 76ers |
| 23/07/2019 | Zylan Cheatham      | Two-Way                | ASU Sun Devils     |
| 23/07/2019 | Josh Gray           | Two-Way                | Changwon Sakers    |
| 25/07/2019 | Nicolò Melli        | 2 anni - $8.0 milioni  | Fenerbahçe         |
| 06/07/2020 | Sindarius Thornwell | Bolla - $183.000       | R.G.V. Vipers      |

#### Cessioni
| Data       | Giocatore       | Motivo     | Nuova squadra      |
| ---------- | --------------- | ---------- | ------------------ |
| 01/07/2019 | Trevon Bluiett  | Rilasciato | Utah Jazz          |
| 01/07/2019 | Ian Clark       | Rilasciato | Xinjiang F. Tigers |
| 01/07/2019 | Cheick Diallo   | Rilasciato | Phoenix Suns       |
| 01/07/2019 | Stanley Johnson | Rilasciato | Toronto Raptors    |
| 01/07/2019 | Elfrid Payton   | Rilasciato | N.Y. Knicks        |
| 01/07/2019 | Julius Randle   | Rilasciato | N.Y. Knicks        |
| 07/07/2019 | Dairis Bertāns  | Tagliato   | Chimki             |

### Scambi
| 20 giugno 2019 | N.O. PelicansScelta 2º giro Draft 2021 Scelta 2º Draft 2023 Cash Consideration $1 milione | G.S. WarriorsDraft rights per Alen Smailagić (2019 #39)                                                      |
| 6 luglio 2019  | N.O. PelicansLonzo Ball (da Lakers) Brandon Ingram (da Lakers) Josh Hart (da Lakers) Draft rights per De'Andre Hunter (2019 #4) (da Lakers) Scelta 1º giro Draft 2021 (da Lakers) Scelta 1º giro Draft 2024 (da Lakers) Cash Consideration $1.1 milione (da Washington) Cash Consideration $1 milione (da Lakers) | L.A. LakersAnthony Davis (da Pelicans) Scelta 1º giro Draft 2023 (da Pelicans)                               |
| 6 luglio 2019  | Wash. WizardsIsaac Bonga (da Lakers) Jemerrio Jones (da Lakers) Moritz Wagner (da Lakers) Scelta 2º giro Draft 2022 (da Lakers) | |
| 7 luglio 2019  | N.O. PelicansDerrick Favors | Utah JazzScelta 2º giro Draft 2021 Scelta 2º giro Draft 2023                                                 |
| 7 luglio 2019  | N.O. PelicansDraft rights per Jaxson Hayes (2019 #8) Draft rights per Nickeil Alexander-Walker (2019 #17) Draft rights per Marcos Louzada Silva (2019 #35) Scelta 1º giro Draft 2020 | Atlanta HawksSolomon Hill Draft rights per De'Andre Hunter (2019 #4) Draft rights per Jordan Bone (2019 #57) |